# Blue (brano musicale)
Blue è un brano musicale della cantautrice canadese Joni Mitchell, quinta traccia del lato A del quarto album in studio Blue, pubblicato il 22 giugno 1971. 

## Storia e significato
Si pensa che la canzone parli di James Taylor, il verso "Here is a song for you" (Ecco una canzone per te) sembrerebbe che fosse rivolto a lui. Come afferma la giornalista Sheila Weller nella biografia Girls Like Us, i suoi riferimenti agli 'aghi' di una tossicodipendente e... al fatto che offre una conchiglia al suo amante... rendono abbastanza chiaro che 'Blue' parla di James

Del resto Mitchell dedicherà molti brani a Taylor: For the Roses, Cold Blue Steel and Sweet Fire, Electricity, The Blonde in the Bleacher, Woman of Heart and Mind e See You Sometimes alle sue fragilità di tossicodipendente e ai modi sprezzanti con i quali veniva trattato dalla critica.